# Чемпионат СССР по боксу 1937
Чемпионат СССР по боксу 1937 года — 6-й чемпионат СССР по боксу, проходил с 12 мая по 29 июля 1937 года. Личные соревнования проводились в виде отдельных матчей в разных городах с финалом в Москве. Участие в чемпионате, который проходил по круговой системе в 4 круга, принимали 86 боксёров. На случай недоезда участников были определены 8 кандидатов на участие в чемпионате. В предварительных кругах формула боёв была 5 раундов по 3 минуты, а в финальном круге — 6 раундов по 3 минуты. В 1 круге 12 мая встречались: в Москве боксёры наилегчайшей и полусредней весовых категорий; в Харькове — легчайшей и средней весовых категорий; в Тбилиси — лёгких и тяжёлых весов. 2 круг проходил 30 мая в Иванове, Минске и Ереване. 3 круг проводился с 13 по 18 июня в Баку и Петрозаводске. Финальный круг был проведён 29 июля в Москве.

## Медалисты
| Весовая категория           | Золото                               | Серебро                              | Бронза                                                                |
| --------------------------- | ------------------------------------ | ------------------------------------ | --------------------------------------------------------------------- |
| Наилегчайший вес (до 51 кг) | Лев Темурян СКИФ (Москва)            | Василий Кудрявцев «Основа» (Иваново) | Михаил Джендо «Спартак» (Москва) Евгений Шеронин СКИФ (Ленинград)     |
| Легчайший вес (до 54 кг)    | Василий Серов «Динамо» (Ленинград)   | Алексей Каюров «Динамо» (Баку)       | Шалва Горгаслидзе «Строитель» (Тбилиси)                               |
| Полулёгкий вес (до 57 кг)   | Анатолий Грейнер РККА (Харьков)      | Аббас Агаларов «Динамо» (Баку)       | А. Аветисов «Динамо» (Тбилиси)                                        |
| Лёгкий вес (до 60 кг)       | Евгений Огуренков Профсоюзы (Москва) | Николай Штейн «Спартак» (Москва)     | А. Николаев «Динамо» (Баку)                                           |
| Полусредний вес (до 67 кг)  | Иван Ганыкин «Спартак» (Москва)      | Евгений Киреев «Локомотив» (Москва)  | Фёдор Климов «Спартак» (Иваново)                                      |
| Средний вес (до 73 кг)      | Николай Китасов «Динамо» (Баку)      | А. Ашумов «Динамо» (Баку)            | Константин Бирк «Динамо» (Москва)                                     |
| Полутяжёлый вес (до 81 кг)  | Виктор Михайлов «Динамо» (Москва)    | Виктор Степанов «Локомотив» (Москва) | Николай Карцев «Динамо» (Мытищи) Николай Гудков «Спартак» (Ленинград) |
| Тяжёлый вес (свыше 81 кг)   | Николай Королёв «Спартак» (Москва)   | Андро Навасардов «Динамо» (Тбилиси)  | Олег Лозов «Спартак» (Москва)                                         |